# Hisao Mita
Hisao Mita (født 20. maj 1991) er en tidligere japansk fodboldspiller.
Han har spillet for flere forskellige klubber i sin karriere, herunder YSCC Yokohama.